# 李俸
李俸（16世紀—1620年），字廉甫，號萬石，又號世吾，山西平陽府解州聞喜縣匠籍，明朝政治人物。同进士出身。

## 生平
十一月十八日生，治诗经。萬曆二十二年（1594年）甲午科山西乡试第四十七名举人，二十三年（1595年）乙未科會試第一百三十名，廷試三甲第二百五名进士，禮部觀政，二十四年十月授河南嵩县知县，歴汉中府、德安府推官、大理寺評事、刑部主事。諸司会鞠梃击案，张差语涉潜谋，郎中胡士相等相顾不敢录，俸力争，乃得入狱词，遂为郑氏党所恶，四十七年五月遷任鳳翔府知府，復中以京察，卒于家。光宗即位，赠光禄寺少卿。

## 家族
曾祖李澄。祖李兴祖，高苑县主簿。父李感培，國子生。前母王氏，母丁氏，继母丁氏。严侍下。娶王氏。